# Tomáš Galásek
Tomáš Galásek (Frýdek-Místek, República Checa, 15 de enero de 1973) es un exfutbolista checo. Jugaba de centrocampista y su primer equipo fue el F. C. Baník Ostrava.

## Trayectoria
Galásek empezó su carrera profesional en el FC Baník Ostrava.
En 1996 se marcha a jugar a los Países Bajos, primero con el Willem II y más tarde con el Ajax de Ámsterdam. Con este equipo consigue varios títulos: 2 Ligas, 2 Copas y 2 Supercopas. Con el Ajax disputa la Liga de Campeones de la UEFA jugando un total de 26 encuentros en esta competición.
En 2006 ficha por el FC Nürnberg alemán, su actual club. En su primera temporada en el equipo se proclama campeón de la Copa de Alemania. La temporada 07-08, en la que Galásek se estrena como capitán, el equipo acaba el decimosexto de la categoría, con lo que la próxima temporada jugará en la 2. Bundesliga.

## Selección nacional
Ha sido internacional con la selección de fútbol de la República Checa en 69 ocasiones. Su debut como internacional se produjo en marzo de 1995.
Ha participado con su selección en la Eurocopa de Portugal de 2004, donde consiguió llegar a semifinales, y en la Eurocopa de Austria y Suiza de 2008, donde jugó como titular los tres partidos que su selección disputó en ese torneo.
También participó en la Copa Mundial de Fútbol de Alemania de 2006, competición en la que fue capitán del equipo y disputó dos encuentros (contra Estados Unidos y Ghana).

### Participaciones en Copas del Mundo
| Mundial                        | Sede     | Resultado    |
| ------------------------------ | -------- | ------------ |
| Copa Mundial de Fútbol de 2006 | Alemania | Primera fase |

## Clubes
| Club                     | País            | Año       |
| ------------------------ | --------------- | --------- |
| FC Baník Ostrava         | República Checa | 1991-1996 |
| Willem II                | Países Bajos    | 1996-2000 |
| AFC Ajax                 | Países Bajos    | 2000-2006 |
| 1. FC Nürnberg           | Alemania        | 2006-2008 |
| FC Baník Ostrava         | República Checa | 2008      |
| Borussia Mönchengladbach | Alemania        | 2009      |
| FSV Erlangen-Bruck       | Alemania        | 2009-2012 |

## Palmarés

### Campeonatos nacionales
| Título                        | Club           | País         | Año  |
| ----------------------------- | -------------- | ------------ | ---- |
| Eredivisie                    | Ajax Ámsterdam | Países Bajos | 2002 |
| Copa de los Países Bajos      | Ajax Ámsterdam | Países Bajos | 2002 |
| Supercopa de los Países Bajos | Ajax Ámsterdam | Países Bajos | 2002 |
| Eredivisie                    | Ajax Ámsterdam | Países Bajos | 2004 |
| Supercopa de los Países Bajos | Ajax Ámsterdam | Países Bajos | 2005 |
| Copa de los Países Bajos      | Ajax Ámsterdam | Países Bajos | 2006 |
| Supercopa de los Países Bajos | Ajax Ámsterdam | Países Bajos | 2006 |
| Copa de Alemania              | 1. FC Nürnberg | Alemania     | 2007 |